# Duupa (peuple)
Pour les articles homonymes, voir Duupa.
Les Duupa constituent une population d'Afrique centrale vivant dans le massif de Poli au nord du Cameroun. Leur nombre est estimé à 5 000.

## Langue
Leur langue ou dialecte est le duupa, une langue adamawa-oubanguienne.

## Système économique
Avant tout agriculteurs, ils cultivent le sorgho (Sorghum bicolor), en veillant à maintenir une grande diversité variétale (40 variétés), notamment grâce à des échanges de semences avec leurs parents et voisins. Cette dynamique de diversité génétique est donc directement liée aux liens sociaux.
Les céréales sont l'aliment de base des Duupa et leur mode d'alimentation a fait l'objet de plusieurs études scientifiques.
Le système économique des Duupa est basé sur la pratique de l'agriculture, mais la chasse continue d'y être pratiquée pendant la saison sèche, morte-saison des travaux agricoles. Le produit de la chasse (notamment des rongeurs) contribue peu à l'alimentation, mais l'activité reste valorisée en raison de son caractère ludique et de sa forte portée symbolique.